# Jókai tér
Pour les articles homonymes, voir Jókai.
Jókai tér est une vaste place de Budapest, située dans le quartier de Terézváros (6e arrondissement) à proximité d'Andrássy út et du Nagykörút. La place forme avec Liszt Ferenc tér un vaste espace conquis par les terrasses et les débits de boisson.